# De Ghostprutsers gaan verder
De Ghostprutsers gaan verder is het 139e stripalbum uit de stripreeks van De avonturen van Urbanus en verscheen als stripalbum in België. Het stripverhaal kwam van de hand van Willy Linthout.
"De Ghostprutsers gaan verder" is het vervolg van "Ghostprutsers". De kont, de staart en 2 poten van Nab uko Donosor komen terug. Pif de Zwif is nog steeds een bidsprinkhaan. Cesar ontsnapt, maar ze steelt zijn schaduw om allemaal misdaden op zijn naam te schuiven. Urbanus opent opnieuw zijn spookvangfirma om 825 euro te betalen aan de bodybuilder in het huis van de buren. 

## Achtergronden bij het verhaal
- Piet Huysentruyt verschijnt als Piet Luysenfluyt in deze strip.